# Hiwweltour Eichelberg
Die Hiwweltour Eichelberg ist ein vom Deutschen Wanderinstitut zertifizierter 11,4 km langer Rundwanderweg zwischen Neu-Bamberg, Frei-Laubersheim und Fürfeld in Rheinland-Pfalz. Der Weg gehört zu den sogenannten „Hiwweltouren“, die neben dem Rheinterrassenweg und verschiedenen Themenwanderwegen zu den Wanderwegen in Rheinhessen gehören.

## Charakteristik
Entlang des Wanderwegs können an verschiedenen Standorten Steinbrüche besichtigt werden, weshalb die damit verbundenen geologischen Einblicke charakteristisch für diese Hiwweltour sind. Darüber hinaus bestimmt der Aufstieg zum „Dach Rheinhessens“, wie der Eichelberg auch genannt wird, die Wanderung. Durch die Wegführung durch die Rheinhessische Schweiz ist die Wanderung auch von deren Landschaft geprägt, die aus Wiesen, Weinbergen, Feldern und Wäldern besteht.

## Verlauf
Start und Ziel der Hiwweltour ist der alte Bahnhof zwischen Frei-Laubersheim und Neu-Bamberg. Die Wanderung beginnt auf einer alten Bahntrasse, bevor ein kurzer Anstieg ins Zentrum von Frei-Laubersheim führt. Von dort geht es direkt in einen Kiefernwald hinein, zurück ins Tal und über Felder, bis der nächste Aufstieg auf den Eichelberg beginnt. Nach einem Anfangs moderaten, später steileren Anstieg erreicht der Weg den Rastplatz am Nordpfalzblick. Von dort führt eine leicht ansteigende Passage zur Gipfelkuppe des Eichelbergs hinauf. Anschließend geht der Weg wieder bergab, an der Rabenkanzel vorbei zum Waldrand. Dort ergibt sich erneut die Möglichkeit für eine Pause mit Blick auf Fürfeld oder einen Abstecher in den Ortskern, der über Zuwege erreichbar ist. Der Wanderweg verläuft am Waldrand entlang und bietet am Fürfelder Ortsrand erneut einen Zuweg in den Ort, bevor es durch die Weinreben Richtung Thalermühle geht. Nach einem Blick über Hof Iben und die Turmspitze der ehemaligen Wasserburg passiert der Weg das Wingertshaus „In der Berggrube“ und führt weiter durch das Appelbachtal, von wo aus die Neu-Bamberger Heide, der Ajax-Turm und die Burgruine in Neu-Bamberg zu sehen sind. Wenig später kann über einen Zuweg die Sarlesheimer Kirche besichtigt werden. Der Rundweg verläuft leicht bergauf Richtung Neu-Bamberg weiter und gibt den Blick auf die Kandelpforte und den Torturm frei. Ein letzter Anstieg ermöglicht den Panoramablick über Rheinhessen auf der einen Seite und auf der anderen Seite Einblicke in einen weiteren Steinbruch. Kurz darauf führt der Weg wieder zurück zum Parkplatz am alten Bahnhof als Start- und Zielort. Einkehrmöglichkeiten gibt es in Neu-Bamberg, Frei-Laubersheim und Fürfeld.

## Sehenswürdigkeiten
- Steinbrüche
- Sarlesheimer Kirche
- Ajax-Turm
- Neu-Bamberger-Heide
- Burgruine Neu-Bamberg
- Hof Iben
- Aussichtspunkte
- Wingertshaus „In der Berggrube“